# Wiktor Zwiahincew
Wiktor Ołeksandrowicz Zwiahincew, ukr. Віктор Олександрович Звягінцев, ros. Виктор Александрович Звягинцев, Wiktor Aleksandrowicz Zwiagincew (ur. 22 października 1950 w Stalinie, zm. 22 kwietnia 2022 w Doniecku) – ukraiński piłkarz grający na pozycji obrońcy, reprezentant ZSRR, sędzia piłkarski.

## Kariera piłkarska

### Kariera klubowa
Wychowanek Szkoły Piłkarskiej Szachtara Donieck, w którym rozpoczął karierę piłkarską. Najpierw występował w drużynie rezerwowej, a 8 marca 1970 debiutował w podstawowej jedenastce. W latach 1971–1972 odbywał służbę wojskową w SKA Kijów, a potem w CSKA Moskwa. W 1973 powrócił do Szachtara. W 1975 pełnił funkcję kapitana drużyny. W 1976 przeszedł do Dynama Kijów, ale nie potrafił przebić się do podstawowego składu i po roku ponownie wrócił do Szachtara. Karierę piłkarską zakończył w klubach Metałurh Zaporoże i Tawrija Symferopol.

## Kariera reprezentacyjna
25 maja 1972 roku debiutował w olimpijskiej reprezentacji ZSRR w wygranym 3:1 meczu z Francją.
12 października 1975 roku debiutował w narodowej reprezentacji ZSRR w wygranym 1:0 meczu kwalifikacyjnym do ME-76 ze Szwajcarią. Łącznie rozegrał 13 gier reprezentacyjnych i strzelił 1 gola.

## Kariera sędziowska
Po zakończeniu kariery piłkarskiej najpierw pracował jako górnik, a potem rozpoczął pracę sędziowską. Sędzia kategorii ogólnokrajowej. Sędziował około 70 meczów Mistrzostw ZSRR (1985–1991), a potem około 80 meczów Mistrzostw Ukrainy (1992–1996). Obecnie pracuje na stanowisku dyrektora SDJuSzOR w Doniecku oraz pełni funkcję prezydenta Związku Piłkarskiego w Doniecku. Od 2003 jest inspektorem Federacji Piłki Nożnej Ukrainy.

## Sukcesy i odznaczenia

### Sukcesy klubowe
- mistrz ZSRR spośród drużyn rezerwowych: 1969
- wicemistrz ZSRR: 1975, 1979
- zdobywca Pucharu Ukrainy: 1980

### Sukcesy reprezentacyjne
- brązowy medalista Europy U-18: 1969
- wicemistrz Europy U-23: 1972
- brązowy medalista Letnich Igrzysk Olimpijskich: 1976

### Sukcesy indywidualne
- najlepszy debiutant sezonu (według magazynu „Smiena”): 1970
- wybrany do listy 33 najlepszych piłkarzy roku ZSRR: 1973 (nr 3), 1974 (nr 3), 1975 (nr 1)

### Odznaczenia
- tytuł Mistrza Sportu ZSRR: 1972
- tytuł Mistrza Sportu Klasy Międzynarodowej: 1976
- tytuł Zasłużonego Pracownika Kultury Fizycznej i Sportu Ukrainy: 2004
- Order „Za zasługi” III klasy: 2011[3]